# Tectitán
Tectitán é uma cidade da Guatemala do departamento de Huehuetenango.